# Terno d'Isola
Terno d'Isola es una localidad y comune italiana de la provincia de Bérgamo, región de Lombardía, con 7.297 habitantes.

## Evolución demográfica
| Gráfica de evolución demográfica de Terno d'Isola entre 1861 y 2001 |
|                                                                     |
| Fuente ISTAT - elaboración gráfica de Wikipedia                     |